# Porphyrosela teramni
Porphyrosela teramni là một loài bướm đêm thuộc họ Gracillariidae. Nó được tìm thấy ở Nam Phi.
Ấu trùng ăn Teramnus species (bao gồm Teramnus labialis) và Vigna (bao gồm Vigna luteola). Chúng ăn lá nơi chúng làm tổ.